# Ceylons-Nederlands
Ceylons-Nederlands – wymarły język kreolski, powstały na bazie języka niderlandzkiego. Używany był na Cejlonie (obecnie Sri Lanka), który był w latach 1658–1796 holenderską kolonią. Cejlon najpierw był kolonią portugalską z językiem portugalskim jako urzędowym. Po przejęciu Holendrzy wprowadzili język niderlandzki, który wymieszał się z portugalskim, angielskim i dialektami używanymi na Cejlonie. Język jest martwy, ale wywarł pewien wpływ na język tamilski i język syngaleski. Niektórzy mieszkańcy wyspy noszą nadal nazwiska niderlandzkie, przeważnie są to potomkowie mieszanych małżeństw Europejczyków z mieszkankami Cejlonu. Określa się ich jako Burghers; stanowią mniej niż 0,5% mieszkańców kraju. Język ten porzucili oni mniej więcej w 1860 roku na rzecz angielskiego.